# Деметриева война
Деметриевата война от 239 до 229 г.пр.Хр. е война на двете най-мощни по това време конфедерации в Древна Елада – Етолийския и Ахейския съюз, срещу Македония.
Наречена на Деметрий II, тя започва в началото на управлението на този македонски цар и завършва скоро след смъртта му. Към края на войната Македония губи контрола си над Атика и – временно – влиянието си в Пелопонес.

## Предистория

### Повод
Предполагаемият повод за войната е решението на Деметрий II да попречи на етолийската експанзия срещу епирската държава. Към 239 г.пр.Хр. умира епирският цар Александър II. Наследниците му Пир II и Птолемей са малолетни и под опеката на майка си Олимпиада. Възползвайки се от тези обстоятелства, етолийците нападат епирските владения в Акарнания. Олимпиада се обръща за помощ към Деметрий II и той се отзовава.

### Участници и целите им
В края на управлението на Антигон II Гонат, бащата на Деметрий, Македония губи най-важната си опора в Елада – Коринт, в полза на ахейците. Към началото на войната през 239 или 238 г. пр. Хр. македонците все още владеят Тесалия. Деметрий II разполага с гарнизони в Атика и Евбея и със съюзници в Аркадия и Арголида.
Етолийският и Ахейският съюз призовават за освобождение на Елада от македонското иго, но всъщност и двата съюза се стремят към териториално разширение за сметка на други елини. Поддържани са финансово от царя на Египет Птолемей III Евергет, който, на свой ред, се стреми да отслаби македонската мощ. От своя страна, Деметрий II разчита на Епир и няколко гръцки съюзници, сред тях и критския град Гортин, който му изпраща наемници.

## Развой
Бойните действия по време на Деметриевата война се развиват в изолирани един от друг райони в Централна и Южна Гърция, главно под формата на набези и рядко с по-големи сражения. Етолийците не успяват да се наложат в Акарнания, но разширяват властта си в района на Термопилите.
Към 235 г. пр. Хр. Деметрий II извършва успешен поход в Беотия, откъсвайки тази област от съюза ѝ с Етолия, но по същото време губи подкрепата на Мегалополис в Аркадия, който преминава към Ахейския съюз. Атина и околностите ѝ са атакувани многократно по суша (от ахейците) и по море (от етолийците), но за дълго време остава вярна на Македония, както и тираните на Аргос Аристип и Аристомах. Предводителят на ахейците Арат побеждава аргосците при Клеоне (в Арголида, недалеч от Коринт), но през 233 г. пр. Хр. е разбит от македонците край Тегея.
По това време дарданите засилват натиска си върху Македония и това ангажира вниманието на Деметрий II на север. Към 233 г. пр. Хр. Македония губи съюзниците си в Епир, където династията на Еакидите е заменена с племенна федерация. Деметрий II защитава Акарнания от етолийците, като наема илирийски пирати, които разбиват етолийската войска, обсаждаща град Медеон, през 231 г. пр. Хр.
Поражението на Деметрий II от дарданите и кончината му през 229 г. пр. Хр. са последвани от бърз разпад на македонските позиции в Елада. Етолийците нахлуват в Тесалия, която въстава срещу македонската власт. Беотия се освобождава от македонската опека, както и Атина. Аристомах от Аргос изменя на Македония и включва своя полис в Ахейския съюз.
Тези загуби са ограничени от братовчеда на Деметрий Антигон Досон, който поема властта като попечител на малолетния цар Филип V. След като възпира дарданите, Досон разбива етолийците и възстановява македонската власт в по-голямата част на Тесалия. Македонската хегемония над Елада е наложена повторно след Клеоменовата война (222 г. пр. Хр.).